# Original Pirate Material
Original Pirate Material er den engelske kunstner Mike Skinners (The Streets) debutalbum. Albummet har fået platin for at have solgt over en million eksemplarer. Albummet blev udgivet den 25. maj 2002 på pladeselskabet Locked On.

## Numre
1. Turn The Page – 3:15
2. Has It Come to This? – 4:04
3. Let's Push Things Forward (Featuring Kevin Mark Trail) – 3:51
4. Sharp Darts – 1:33
5. Same Old Thing (Featuring Kevin Mark Trail) – 3:22
6. Geezers Need Excitement – 3:46
7. It's Too Late – 4:11
8. Too Much Brandy – 3:02
9. Don't Mug Yourself – 2:39
10. Who Got the Funk? – 1:50
11. The Irony of It All – 3:30
12. Weak Become Heroes – 5:33
13. Who Dares Wins – 0:34
14. Stay Positive – 6:18